# Station Włocławek Zazamcze
Station Włocławek Zazamcze is een spoorwegstation in de Poolse plaats Włocławek.